# Валерий Масалитин
Валерий Масалитин е бивш руски футболист, нападател.
Най-известен е като футболист на ЦСКА, Москва. Голмайстор с 32 гола на Първа лига на СССР през 1989 г.

## Кариера
Започва кариерата си в Салют. През 1985 постъпва в армията и играе за СКА Ростов. През 1987 преминава в ЦСКА Москва, но на следващия сезон отборът изпада. През 1989 Масалитин отбелязва 32 гола и става голмайстор на първа лига, а отборът на Павел Садирин размазва конкуренцията и се връща в шампионата на СССР, вкарвайки над 100 гола през сезона. В началото на 1990 е привлечен от Витес, с когото ЦСКА имат договор за сътруничество. Валерий изиграва само 5 мача в Холандия и на полусезона се връща в ЦСКА. На 7 септември 1990 отбелязва 5 попадения в мач срещу ФК Ротор Волгоград, което е и рекорд в шампионата на СССР. Става шампион на съюза през 1991. През 1992 заедно с Валерий Брошин преминават в испанския Бадахос, а по-късно играе и за чешкия Сигма, но без особен успех. През 1993 се връща в ЦСКА, но вкарва едва 1 гол в 13 мача. Също така е преследван от травми, а новият треньор Генади Костельов го използва като десен халф. В началото на 1994 е привлечен в Спартак. На 9 април вкарва 4 гола на Криля Советов (Самара), но скоро след това е затрит в дубъла. През 1996 играе за Черноморец в 1 дивизия. В началото на 1997 заедно с Брошин играят за Копетдаг. Масалитин печели купата на Туркменистан, вкарвайки гол във финала. В края на годината е принуден да напусне отборът, поради открит хепатит. Впоследствие тази диагноза се оказва грешна. През 2001 се връща в Салют и вкарва 23 гола в 34 срещи, което е клубен рекорд за най-много отбелязвани голове за 1 сезон. Завършва кариерата си в Терек през 2002.